# 第17回オンライン映画批評家協会賞
17th Online Film Critics Society Awards

2013

作品賞: 

 『それでも夜は明ける』 
第17回オンライン映画批評家協会賞は2013年の映画に与えられる賞で、2013年12月9日にノミネーションが発表され、同年12月16日に結果が発表された。

## 受賞・ノミネート一覧

### 作品賞
- 『それでも夜は明ける』
- 『ビフォア・ミッドナイト』
- 『ショート・ターム』
- 『風立ちぬ』
- 『インサイド・ルーウィン・デイヴィス 名もなき男の歌』
- 『アデル、ブルーは熱い色』
- 『アメリカン・ハッスル』
- 『ドラッグ・ウォー 毒戦』
- 『her/世界でひとつの彼女』
- 『ゼロ・グラビティ』

### 監督賞
- アルフォンソ・キュアロン - 『ゼロ・グラビティ』
- コーエン兄弟 - 『インサイド・ルーウィン・デイヴィス 名もなき男の歌』
- スティーヴ・マックイーン - 『それでも夜は明ける』
- 宮崎駿 - 『風立ちぬ』
- スパイク・ジョーンズ - 『her/世界でひとつの彼女』

### 主演男優賞
- キウェテル・イジョフォー - 『それでも夜は明ける』
- オスカー・アイザック - 『インサイド・ルーウィン・デイヴィス 名もなき男の歌』
- トム・ハンクス - 『キャプテン・フィリップス』
- マッツ・ミケルセン - 『偽りなき者』
- ホアキン・フェニックス - 『her/世界でひとつの彼女』

### 主演女優賞
- ケイト・ブランシェット - 『ブルージャスミン』
- ジュリー・デルピー - 『ビフォア・ミッドナイト』
- ブリー・ラーソン - 『ショート・ターム』
- エイミー・アダムス - 『アメリカン・ハッスル』
- アデル・エグザルホプロス - 『アデル、ブルーは熱い色』

### 助演男優賞
- マイケル・ファスベンダー - 『それでも夜は明ける』
- マシュー・マコノヒー - 『MUD -マッド-』
- バーカッド・アブディ - 『キャプテン・フィリップス』
- サム・ロックウェル - 『プールサイド・デイズ』
- ジャレッド・レト - 『ダラス・バイヤーズクラブ』

### 助演女優賞
- ルピタ・ニョンゴ - 『それでも夜は明ける』
- サリー・ホーキンス - 『ブルージャスミン』
- レア・セドゥー - 『アデル、ブルーは熱い色』
- ジェニファー・ローレンス - 『アメリカン・ハッスル』
- スカーレット・ヨハンソン - 『her/世界でひとつの彼女』

### オリジナル脚本賞
- スパイク・ジョーンズ - 『世界でひとつの彼女』
- エリック・ウォーレン・シンガー、デヴィッド・O・ラッセル - 『アメリカン・ハッスル』
- ウディ・アレン - 『ブルージャスミン』
- コーエン兄弟 - 『インサイド・ルーウィン・デイヴィス 名もなき男の歌』
- ジェム・コーエン - Museum Hours

### 脚色賞
- ジョン・リドリー - 『それでも夜は明ける』
- 宮崎駿 - 『風立ちぬ』
- デスティン・クレットン - 『ショート・ターム』
- フランソワ・オゾン - 『危険なプロット』
- ジュリー・デルピー、イーサン・ホーク、リチャード・リンクレイター - 『ビフォア・ミッドナイト』

### 編集賞
- 『ゼロ・グラビティ』
- 『インサイド・ルーウィン・デイヴィス 名もなき男の歌』
- 『それでも夜は明ける』
- 『her/世界でひとつの彼女』
- 『ドラッグ・ウォー 毒戦』

### 撮影賞
- エマニュエル・ルベツキ - 『ゼロ・グラビティ』
- ブリュノ・デルボネル - 『インサイド・ルーウィン・デイヴィス 名もなき男の歌』
- ルカ・ビガッツィ - 『グレート・ビューティー/追憶のローマ』
- フィリップ・ル・スール - 『グランド・マスター』
- ショーン・ボビット - 『それでも夜は明ける』

### アニメーション映画賞
- 『風立ちぬ』
- 『アナと雪の女王』
- 『コクリコ坂から』
- 『怪盗グルーのミニオン危機一発』
- 『モンスターズユニバーシティ』

### 非英語作品賞
- 『アデル、ブルーは熱い色』 フランス
- 『グレート・ビューティー/追憶のローマ』 イタリア
- 『ドラッグ・ウォー 毒戦』 香港 中華人民共和国
- 『少女は自転車にのって』 サウジアラビア
- 『風立ちぬ』 日本
- Museum Hours オーストリア

### ドキュメンタリー映画賞
- 『アクト・オブ・キリング』
- 56 Up
- Blackfish
- At Berkeley
- 『物語る私たち』

### 視覚効果賞
- 『ゼロ・グラビティ』

### 録音/音響効果賞
- 『ゼロ・グラビティ』

### 特別賞
- ロジャー・イーバート